# Castétis
Castétis település Franciaországban, Pyrénées-Atlantiques megyében. Lakosainak száma 644 fő (2022. január 1.). Castétis Argagnon, Balansun, Biron, Orthez és Sarpourenx községekkel határos.

## Népesség
A település népességének változása:
| Lakosok száma | 604  | 616  | 642  | 618  | 619  | 624  | 636  | 642  | 644  |
|               | 2013 | 2015 | 2016 | 2017 | 2018 | 2019 | 2020 | 2021 | 2022 |